# یواس‌اس فورچون (آی‌ایکس-۱۴۶)
یواس‌اس فورچون (آی‌ایکس-۱۴۶) (به انگلیسی: USS Fortune (IX-146)) یک کشتی است که طول آن 411'9" می‌باشد. این کشتی در سال ۱۹۲۱ ساخته شد.